# Karel Sokolář
Karel Sokolář (7. dubna 1907 Starý Harcov – 4. července 1970) byl český fotbalista, československý fotbalový reprezentant.

## Sportovní kariéra
Hrál zpravidla na levém křídle. Za československou reprezentaci odehrál 7 utkání, a to v letech 1929–1932. Mistr Československa z roku 1932, gól však nevstřelil žádný.
Mistrovský titul získal se Spartou Praha, za kterou hrál v letech 1929 až 1933. Hrál i za DFC Prag.